# Коган, Марат Михайлович
Марат Михайлович Коган  (30 апреля 1924, Полтава — 1990, Киев) — советский шашист и шашечный тренер. Мастер спорта СССР (1941), международный мастер по стоклеточным шашкам (1966). Чемпион СССР по русским шашкам (Москва, 1949), четыре раза завоевывал 2-е место, один раз 3-е, участвовал в 9 чемпионатах страны. Победитель Первого международного турнира по стоклеточным шашкам в СССР (Москва, 1956). Заслуженный тренер УССР.
Ученик чемпиона СССР 1934 года Семёна Натова (среди натовцев, как их называли, был и Исер Куперман), сам воспитал чемпиона СССР 1953 года — Юрия Митягина.
В 1942—1945 годах — на фронте.
М. М. Коган возглавлял Федерацию шашек Украины, избирался в состав Президиума Всесоюзной федерации.
Один из инициаторов проведения на Украине в 1953 году первого тренировочного турнира по стоклеточным шашкам. Победитель первого в СССР международного турнира по международным шашкам (1956).
Вот что вспоминал про него журналист и экс-чемпион мира по переписке Борис Фельдман
 «Наблюдать за игрой Марата было увлекательно и интересно. Его артистической натуре соответствовала внешность — голубые глаза, волнистые волосы, спокойствие и отрешенность во время партии. Веселый, жизнерадостный, общительный, всегда спокойный и уравновешенный. Вывести его из себя было невозможно. По-моему у него не было врагов. Ему давали лестные характеристики соперники. XII чемпионат СССР в Киеве завершился победой хозяев турнира — трех великих „К“ — Купермана, Каплана, Когана.
Выступления Марата с девятого по четырнадцатый чемпионаты страны — пример рекордной стабильности высоких результатов — золотая медаль, четыре серебряных и одна бронзовая».
Арон Злобинский, крупный шашечный теоретик, известный педагог, говорил в интервью:
«…шашки пришли в мою жизнь благодаря замечательному тренеру Марату Михайловичу Когану, заразившему редким энтузиазмом- такое не забывается… Он был не только замечательным педагогом, но и неистощимым пропагандистом шашек, настоящим рыцарем 64-х полей и джентльменом в жизни, не то что не афишировавшим, но порой даже стыдящимся своих многочисленных достижений. Однажды после моей статьи о нём, Марат Михайлович прислал мне открытку, которая заканчивалась словами „Спасибо, но я ещё не умер“».
Работал тренером, пропагандируя шашки и привлекая к ним молодое поколение.
М. Коган работал тренером ДСО «Колхозник», и тогда сборная команда сельских шашистов Украины четырежды занимала первое место на Всесоюзных соревнованиях.
Среди учеников Марата Когана — чемпион СССР Ю. Митягин, многократная чемпионка Украины и СССР А. Великовская (Наумова), призёры и участники чемпионатов СССР Эрлен Померанец, Ю. Колодиев, И. Яворский, Игорь Косминский (автор решения позиции Вольдуби, которую до него не могли решить целое столетие), мастера М. Бень — шашечный композитор, В. Вайсер, А. Злобинский (почётный мастер и известный теоретик), М. Макрович (международный гроссмейстер, ныне проживает в Германии), Роман Климашов (председатель федераций шашек СССР и России) и многие другие.
На партиях Когана выросло не одно поколение спортсменов.
Среди теоретических разработок — дебют, известный как «Игра Когана» (система Когана, дебют Когана).